# Graus de llibertat (física)
El nombre de graus de llibertat en un sistema físic es refereix al nombre mínim de variables que cal especificar per determinar completament l'estat físic. El concepte apareix en mecànica clàssica i en termodinàmica.

## Graus de llibertat en mecànica
En mecànica, per cada partícula lliure del sistema i per cada direcció en què aquesta és capaç de moure's hi ha dos graus de llibertat, un relacionat amb la posició i l'altre amb la velocitat. El nombre de graus de llibertat d'un sistema quan hi ha lligams entre les partícules, serà el nombre total de variables, menys el nombre de lligams que les relacionen. Observeu que aquesta definició no coincideix ni amb la definició de graus de llibertat que s'usa en enginyeria de màquines, ni amb la que s'usa en enginyeria estructural.

## Graus de llibertat en mecànica clàssica
A mecànica hamiltoniana el nombre de graus de llibertat d'un sistema coincideix amb la dimensió topològica de l'espai de fases del sistema. En mecànica lagrangiana el nombre de graus de llibertat coincideix la dimensió del fibrat tangent de l'espai de configuració del sistema.
Un conjunt de N partícules intereactuants però movent-se sense restriccions en l'espai tridimensional té 6 N graus de llibertat (tres coordenades de posició i tres velocitatss). Si el conjunt de partícules es mou sobre un estat d -dimensional el nombre de graus de llibertat és 2 d · N .
Si hi ha {\displaystyle k} lligams entre les partícules, el nombre de graus de llibertat serà
{\displaystyle GL=6N-k\leq 6N}

### Exemples
- Partícula lliure: Una sola partícula lliure té 6 graus de llibertat
- Partícula obligada a moure's sobre una superfície

La superfície suposa un lligam per a les posicions, ja que s'ha de complir
{\displaystyle F(x,y,z)=0\,}
i una altra per les velocitats, ja que la velocitat ha de ser en tot moment tangent a la superfície, per la qual cosa
{\displaystyle 0=\mathbf {v} \cdot \mathbf {n} =\mathbf {v} \cdot \nabla F=v_{x}{\frac {\partial F}{\partial x}}+v_{y}{\frac {\partial F}{\partial y}}+v_{z}{\frac {\partial F}{\partial z}}}
per tant el nombre de graus de llibertat és
{\displaystyle GL=6-2=4\,}
valor que coincideix amb el que s'espera per a un moviment en una varietat bidimensional.
- Dues partícules en els extrems d'una vareta

Per tenir dues partícules tenim 12 graus de llibertat, però la condició que la distància entre les partícules sigui fixada suposa un lligam per a les seves posicions i una altra per a les seves velocitats, el que ens dona
{\displaystyle GL=12-2=10\,}
Aquests graus de llibertat es poden representar per variables diferents (les tres coordenades del centre de la vareta i els dos ángulos que donen l'orientació d'aquesta, amb les seves corresponents velocitats).
- Un sòlid rígid

Un sòlid format per {\displaystyle N} partícules té en principi {\displaystyle 6N} variables. Però el nombre de lligadures és:
- - Per a la primera partícula, cap
  - Per a la segona partícula, 2 (la distància a la primera i la seva velocitat, com en el cas de dues partícules unides per una vareta)
  - Per a la tercera partícula, 4 (les distàncies a les dues primeres partícules i les seves corresponents velocitats)
  - Per a la quarta i següents, 6, ja que un cop donada la distància a tres partícules, la distància a totes les altres està també fixada).

Per tant, el nombre de graus de llibertat és
{\displaystyle GL=6N-2-4-6(N-3)=12\,}
que es poden representar per sis variables (la posició del centre de massa i els angles d'Euler) i les seves corresponents velocitats.

En general, no tots els lligams poden representar-se mitjançant una reducció en el nombre de variables (encara que sí en el nombre de variables independents). Quan tenim un sistema en el qual els lligams no són integrables, es diu que el sistema és no holònom.
És important assenyalar que la convenció per comptabilitzar els graus de llibertat en enginyeria mecànica és diferent, i justament la meitat que en els casos(1)i(2).

## Graus de llibertat en mecànica estadística
Al límit clàssic de la mecànica estadística l'energia d'un sistema en equilibri tèrmic amb n graus de llibertat quadràtics i independents és:

{\displaystyle U=\langle I\rangle =n{\frac {k_{B}T}{2}}}

On:
{\displaystyle K_{B}\,} és la constant de Boltzmann
{\displaystyle T\,} és la temperatura
{\displaystyle N\,} és el nombre de graus de llibertat del sistema